# Tom Clancy's Rainbow Six: Patriots
Tom Clancy's Rainbow 6: Patriots était un jeu de tir tactique développé par Ubisoft Montreal en collaboration avec Ubisoft Toronto et Red Storm Entertainment. Annoncé fin 2011, le jeu est finalement annulé et remplacé par Tom Clancy's Rainbow Six: Siege, annoncé lors de l'E3 2014.

## Développement
Le jeu est dévoilé sur la couverture du numéro de décembre 2011 du magazine Game Informer. D'abord attendu sur consoles de septième génération, c'est à l'occasion d'une interview en novembre 2012 que le PDG d'Ubisoft Yves Guillemot laisse entendre une possible sortie sur les consoles de huitième génération.
Lors de l'E3 2013, Ubisoft confirme que le jeu est toujours en développement, mais dorénavant destiné aux consoles PlayStation 4 et Xbox One. En décembre 2013, Ubisoft annonce avoir repris le développement du jeu à zéro. Finalement, lors de l'E3 2014, Ubisoft annonce que le jeu est annulé et qu'il est remplacé par Tom Clancy's Rainbow Six: Siege.